# Városligeti Pavilonkert

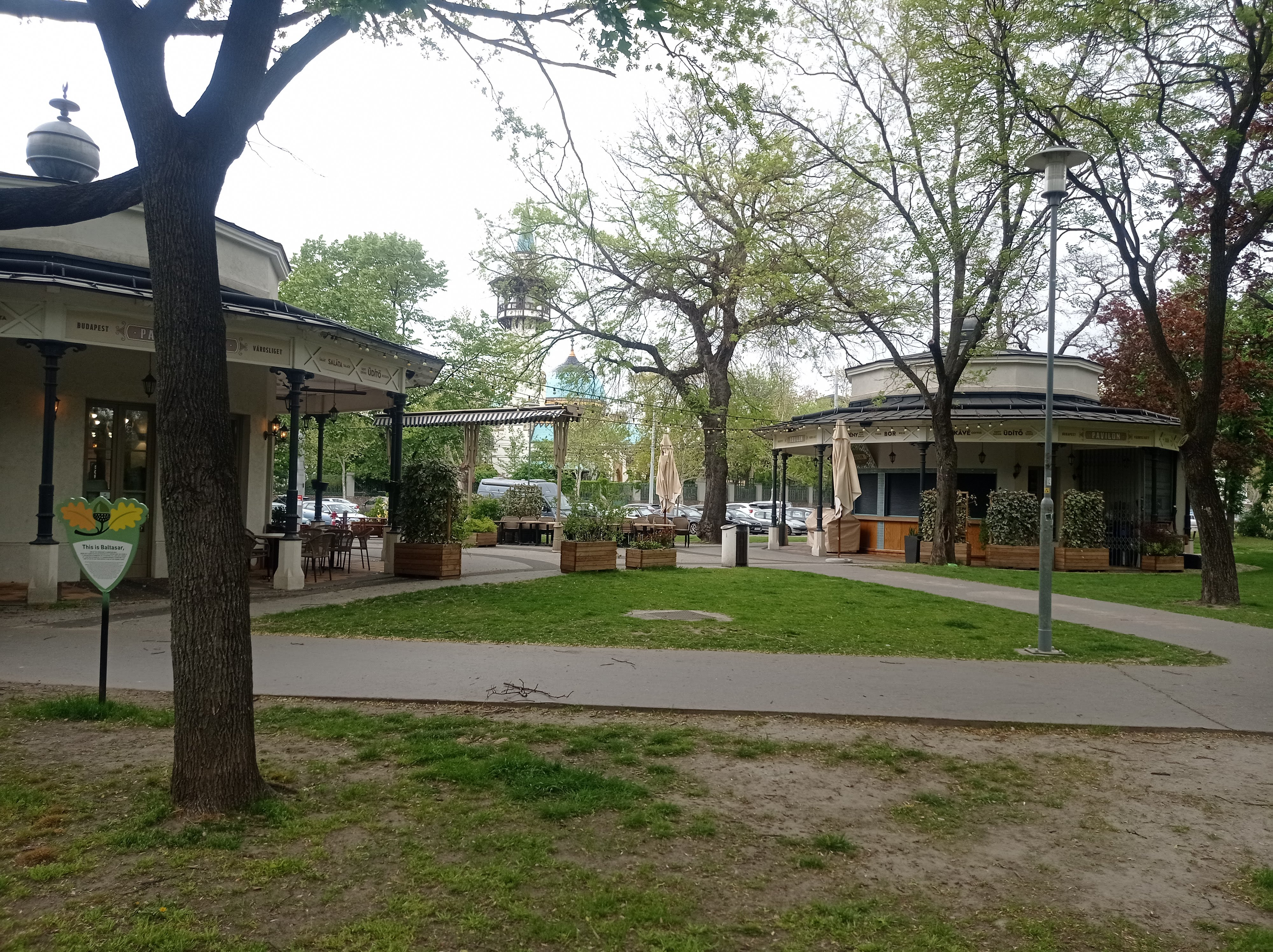
Pavilonkert a Városligetben

A budapesti Városligetben a Pavilonkertet az Állatkerti körúton, a Fővárosi Nagycirkusszal szemben, a Liget Budapest projekt részeként hozták létre, az ott álló bódésor elbontásával 2016-ban. Az új pavilonokat Feszl Frigyes eredeti, 1860-ban készült tervei alapján építették meg úgynevezett orientális stílusban, modern belső kialakítással. A pavilonokat 2017-ben adták át, funkciójukat tekintve az új építményekben is vendéglátás és kereskedelmi tevékenység folytatható.